# Óscar Valdez
Óscar Rafael Valdez Fierro (22. december 1990 i Nogales) er en mexicansk amatørbokser, som konkurrerer i vægtklassen bantamvægt. Valdez fik sin olympiske debut da han repræsenterede Mexico under Sommer-OL 2008. Her blev han slået ud i første runde af Enkhbatyn Badar-Uugan fra Mongoliet i samme vægtklasse. Han deltog også i VM i 2009 i Milano, Italien hvor han vandt en bronzemedalje.